# Georg Joseph Sidler (Astronom)

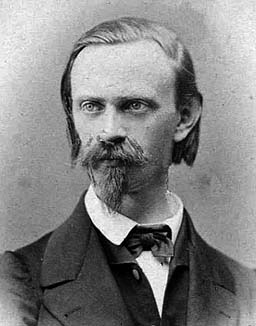
Georg Joseph Sidler

Georg Joseph Sidler (* 31. August 1831 in Zug; † 9. November 1907 in Bern) war ein Schweizer Astronom und Mathematiker.

## Leben
Sidler studierte Mathematik und Astronomie und promovierte 1854 an der Universität Zürich zum Dr. phil., wo er Privatdozent wurde; nach Studien in Berlin wurde er 1855 Privatdozent an der ETH Zürich. 1866 heiratete er Hedwig Schiess, Tochter des Johann Ulrich Schiess. Die Ehe blieb kinderlos. Das Ehepaar Sidler gehörte zu den engsten Vertrauten von Anna Tumarkin in ihren frühen Studienjahren an der Universität Bern.
Von 1856 bis 1880 unterrichtete er Mathematik an der Kantonsschule Bern; 1857 wurde er Privatdozent an der Universität Bern, wo er an der Sternwarte mitarbeitete. 1866 wurde er dort Honorarprofessor und war von 1880 bis 1898 ausserordentlicher Professor für Mathematik und Astronomie.
Sidler verfasste Arbeiten zur Störungstheorie und zu Kugelfunktionen.
Sein Nachlass mit mathematischen Manuskripten befindet sich in der Burgerbibliothek Bern.